# Мухаммад Хайр уд-Дін
Мухаммад Хайр уд-Дін (д/н — після 1755) — 14-й султан Магінданао в 1748—1755 роках. У європейців відомий як Пакір Маулана Камса або Амір уд-Дін Хамза.

## Життєпис
Син співсултана Мухаммада Джафара Садіка. При народженні отримав ім'я Факір Мавлані Хамза. Здобув освіту в Палембангу, Ачеху, островах Ріау, де здобув релігійні знання, отримав розуміння з політичної теорії і практики.
Після загибелі батька у 1733 році виступив проти стрйика — султана Баян ал-Анвара, оголосивши себе Раджа Мудою (спадкоємцем трону). Після зречення того у 1736 році на користь сина Тахир уд-Діна продовжив війну з ним. Був визнаний Іспанією. Його суперника підтримала Голландська Ост-Індська компанія. 1734 року в іспанському місті-фортеці Замбоанги оголошений султаном.
Близько 1745 року допомогу Хамзі надав Іскандар Зулкарнайн Сайфуддін, султан Тернате, з донькою якого той одружився. Це змінило військову ситуацію. Хамза зміг зайняти Тамотаку, колишнє володіння батька. Тахир уд-Дін відступив до князівства Буаян, контролюючи лише частину центральних областей султанату. Після його смерті близько 1748 року Хамза повністю перебрав владу. Змінив ім'я на Мухаммад Хайр уд-Дін. Прийняв додатково титул амір аль-му'мінін (правитель правовірних).
Намагався знову консолідувати султанат (для цього одружився з Путррю Даунг, донькою колишнього султана Баян ал-Анвара) і перетворити його на потужну політичну й економічну державу відповідно до вимог свого часу. Сприяв новій кодифікації мусульманського права Магінданао («Палуваран») і письмового видання генеалогії султанів Магінданао. Також активно сприяв залученню до своїх міст і портів голландських, британських та іспанських торгівців й підприємців. Особисто звертався до британського короля Георга II щодо зведення фабрики на о. Бонго (частина архіпелагу Сулу).
1755 року зрікся трону на користь брата Фахар уд-Діна за умови, що син Хайр уд-Діна — Кібад Сахріял — стане спадкоємцем трону. Подальша доля невідома, задеякими сідченнями помер між 1770 і 1775 роками.

## Характеристика сучасників
Був одним з найосвіченіших султанів Магінданао. Вправний державний діяч, ерудований вчений, мудрий містик, досвідчений дипломат і доброзичливий правитель.